# Luc Boltanski
Pour les articles homonymes, voir Boltanski.
Luc Boltanski, né le 4 janvier 1940 à Paris, est un sociologue français.
Il a initié avec Laurent Thévenot un courant pragmatique, appelé aussi « économies de la grandeur » ou « sociologie des régimes d'action ». Il est directeur d'études à l'EHESS.

## Famille
Il est le frère de l'artiste plasticien Christian Boltanski et du linguiste Jean-Élie Boltanski, et le père du journaliste Christophe Boltanski.

## Biographie

### Famille et engagement politique
Luc Boltanski est né en France dans une famille juive originaire de Russie, avec un père médecin, converti au christianisme, et qui doit se cacher durant la guerre « dans un réduit aménagé sous le plancher » de l'appartement familial. Sa mère, née dans une « famille bourgeoise désargentée », devient écrivaine après la guerre et adopte les idées du Parti communiste.
Pendant la guerre d'Algérie, Luc Boltanski est militant anticolonialiste. Il soutient ensuite « pendant un an ou deux » l'Union de la gauche socialiste, un groupe de militants de gauche qui tente une première expérience d'unité entre chrétiens et marxistes.
En 2008, il dit se sentir « proche des communistes libertaires ». En 2009, le sociologue participe à la société Louise Michel, proche du Nouveau Parti anticapitaliste (NPA).

### Carrière
Les premières recherches de Luc Boltanski sont menées dans le cadre du Centre de sociologie européenne, dirigé par Raymond Aron puis Pierre Bourdieu. Ses premiers travaux sont orientés par l'influence du cadre théorique bourdieusien. Boltanski est donc dans sa jeunesse inséré dans le « groupe de jeunes que Bourdieu avait réunis autour de lui ».
Au début des années 1970, Boltanski devient maître-assistant à l'École des hautes études en sciences sociales. Il participe à la fondation de la revue Actes de la recherche en sciences sociales. Au milieu des années 1980, il se désengage des Actes et se désinvestit de l'équipe encadrée par Bourdieu. Cette désunion intellectuelle avec la sociologie bourdieusienne peut se résumer par deux conceptions opposées de la critique sociologique.
Parallèlement à son travail en sciences sociales, il écrit et publie des ouvrages de poésie et, plus récemment, des pièces de théâtre. Nuits, ouvrage édité à ENS Éditions, regroupe les deux pièces La nuit de Montagnac et La nuit de Bellelande.
Il publie en 2004 un livre intitulé La Condition fœtale, ouvrage qui a ouvert un débat autour de l'usage de la notion de contradiction dans les sciences sociales et de la possibilité d'articuler structuralisme et phénoménologie dans une approche historique, rejoignant ce que de nombreux collègues développent depuis plusieurs années dans des champs aussi différents que la sociologie des sciences, la sociologie des crises ou celle de la construction des problèmes publics.
Ses recherches s'orientent ensuite sur le lien entre le roman policier et l'émergence de l'État qui a fait l'objet d'un livre, paru en 2012, Énigmes et complots : Une enquête à propos d'enquêtes.
En 2017, il publie avec Arnaud Esquerre Enrichissement. Une critique de la marchandise, représentant le troisième volet de l'enquête menée pour tenter de décrire les nouvelles formes du capitalisme contemporain après Les cadres : La formation d'un groupe social en 1982 et Le nouvel esprit du capitalisme, rédigé avec Ève Chiapello, en 1999. Une intervention de l'auteur en a été donnée le 13 juin 2017 à l'EHESS, dans le cadre de la conférence annuelle en hommage à Marc Bloch, intitulée « Pragmatique de la valeur et structures de la marchandise ». Selon Pierre-Cyrille Hautcoeur, ce livre annoncerait l'ouverture d'une nouvelle phase de transformation, « la possibilité d’une réconciliation par l’entrepreneur-innovateur du profit et des idéaux sociaux de créativité et de protection du patrimoine naturel et culturel ».

## Boltanski face à Bourdieu: déplacements de la critique
(juillet 2015).
Même si Luc Boltanski s'est nourri[réf. nécessaire] de l’école de Pierre Bourdieu, il se détache de la sociologie du « dévoilement » (issue de la tradition marxiste), qui enquête sur les « vraies » contraintes pesant sur les agents, pour se pencher davantage sur les éléments communicationnels, relationnels et pratiques qui rendent possible un accord perçu, reconnu et voulu consciemment comme tel.
Voir quels sont les éléments qui rapprochent ou divisent les personnes autour d’un même objet, et l'analyse des processus par lesquels celles-ci arrivent in fine à un accord perçu, reconnu et voulu consciemment comme tel, voilà une des caractéristiques de l'approche de Boltanski[réf. nécessaire]. Contrairement à la méthode bourdieusienne, qui accorde une place importante à la trajectoire, la méthode de l'auteur ne s'intéresse pas au passé des acteurs, encore moins à leurs habitudes ou à leurs caractéristiques socioculturelles. Au contraire, chaque acteur possède un libre arbitre qui lui permet, lors des épreuves, de faire valoir ses arguments et ses « justifications ». Pour Boltanski, à l'inverse de Bourdieu, les personnes sont parfaitement à même de comprendre leurs motivations.
Cependant, ces enjeux intellectuels sont prolongés par des enjeux institutionnels lorsque Boltanski fonde avec Laurent Thévenot le Groupe de sociologie politique et morale (GSPM) en 1984.
Boltanski devient alors l'un des principaux représentants de la sociologie pragmatique française, considérant que l'homme fait la « société » et que les acteurs sont compétents pour prendre position, juger, dénoncer, critiquer, en rendre compte. Avec Laurent Thévenot, il écrit De la justification (1991), ouvrage qui prolonge « La dénonciation » (Actes de la recherche en sciences sociales, vol. 51, mars 1984, avec Y. Darré et M.-A. Schiltz), puisqu'il y montre[réf. nécessaire] qu'il existe non pas une seule façon d'être « grand » dans le monde social (comme dans l'article « La dénonciation », à savoir par un travail de dé-singularisation), mais bien différents moyens de devenir grand (des « économies de la grandeur »).
La rencontre de Boltanski avec Ève Chiapello et leur collaboration pour Le nouvel esprit du capitalisme (1999) a permis au sociologue d'élargir le cercle autour de la sociologie de « l'économie des grandeurs ». En effet, Le nouvel esprit du capitalisme apparaît comme une configuration illustrative, à portée générale et pratique, de la typologie des « cités » déjà établies dans La justification: les économies de la grandeur (1991), Luc Boltanski et Ève Chiapello y ajoutent la « cité par projets ». Ce terme est historiquement la récupération par les consultants en management et les dirigeants d'entreprise des thèmes de la critique de l'artiste du capitalisme dénonçant l'inauthenticité de la société marchande et l'étouffement des capacités créatives de l'individu. Le cadre traditionnel devient un manager ou un coach chargé, dans des structures légères et innovantes, de tirer le meilleur parti des capacités créatrices de chaque employé. Mobilisé par des projets successifs, le salarié se doit d'être mobile, enthousiaste, flexible et convivial. L'écho qu’a eu ce livre dans les médias, notamment dans le champ des gestionnaires eux-mêmes, tend à prouver l’importance de sa portée[réf. nécessaire]. C'est aussi un premier passage de la sociologie pragmatique vers une sociologie critique renouvelée, dans ce cas une critique du capitalisme. La notion de capitalisme n'étant presque plus employée, dans les années 1980 et 1990, au sein des sciences sociales en France, c'est la publication du Nouvel esprit du capitalisme qui a constitué le point de départ d'une nouvelle vigueur critique vis-à-vis de cette configuration socio-historique.[réf. nécessaire]
Luc Boltanski a, dans le sillage du Nouvel esprit du capitalisme, radicalisé son positionnement critique, en s'efforçant de dessiner un espace en sciences sociales associant sociologie pragmatique (qu'il a notamment initiée avec Laurent Thévenot) et sociologie critique (de Marx à Bourdieu, en passant par l'École de Francfort) dans la perspective d'une nouvelle théorie critique radicale originale associée à la notion d'émancipation. C'est la publication en 2009 de l'ouvrage De la critique. Précis de sociologie de l'émancipation. D'autres chercheurs issus de la sociologie pragmatique ont emprunté une réorientation critique convergente vers une « critique pragmatiste », tels que Philippe Corcuff (qui a collaboré avec Luc Boltanski au sein du Groupe de sociologie politique et morale) dans Où est passée la critique sociale ? en 2012.
Son ouvrage Vers l’extrême, extension des domaines de la droite, écrit avec Arnaud Esquerre, s’inquiète de la reprise des idées venues de l’extrême droite dans l’espace politique, y compris à gauche, dans les médias voire dans les milieux dits « intellectuels », comme si elles allaient de soi.
À partir de 2014, Luc Boltanski a entrepris, toujours avec Arnaud Esquerre, une réflexion sur les changements du capitalisme liés au développement de ce que les deux auteurs nomment une « économie de l'enrichissement » et qui regroupe des activités en apparence disjointes telles que le tourisme, la patrimonialisation, le luxe et la culture, mais dont ils montrent la cohérence. Ils placent notamment au cœur de ce changement une forme de mise en valeur des marchandises nommée la « forme collection », proposant de considérer la valeur comme une justification du prix.

## Publications sociologiques

### Ouvrages
- Un art moyen - Essai sur les usages sociaux de la photographie avec Pierre Bourdieu, Jean-Claude Chamboredon et Robert Castel, Paris, Les Éditions de Minuit, 1965  (ISBN 2-7073-0029-2)
- Le Bonheur suisse - d'après une enquête réalisée par Isac Chiva, Ariane Deluz, Nathalie Stern, Paris, Les Éditions de Minuit, 1966 (OCLC 301678270)
- Prime éducation et morale de classe, Paris, EHESS, 1969
- Les cadres : La formation d'un groupe social, Paris, Les Éditions de Minuit, 1982
- L'Amour et la justice comme compétences. Trois essais de sociologie de l'action, Paris, Métaillé, 1990
- De la justification. Les économies de la grandeur, avec Laurent Thévenot, Paris, Gallimard, 1991; première édition en 1987 sous le titre Les économies de la grandeur, Cahiers du Centre d'études de l'emploi, Paris, Presses universitaires de France, no 31
- La souffrance à distance. Morale humanitaire, médias et politique, Paris, Métailié, 1993 ; 2e éd. avec une nouvelle postface et un nouveau chapitre: « La Présence Des Absents »), Paris, Gallimard, coll. « Folio essais », 2007
- Le nouvel esprit du capitalisme, avec Ève Chiapello, Paris, Gallimard, coll. « NRF essais », 1999
- La Condition fœtale. Une sociologie de l'avortement et de l'engendrement, Paris, Gallimard, coll. « NRF essais », 2004
- Affaires, scandales et grandes causes. De Socrate à Pinochet, avec Élisabeth Claverie, Nicolas Offenstadt et Stéphane Van Damme, Paris, Stock, 2007
- La Production de l'idéologie dominante, avec Pierre Bourdieu, Paris, Demopolis, 2008 (réédition d'un article publié en 1976 dans la revue Actes de la recherche en sciences sociales)
- Rendre la réalité inacceptable, Paris, Demopolis, 2008
- De la critique. Précis de sociologie de l'émancipation, Paris, Gallimard, coll. « NRF essais », 2009
- Énigmes et complots : Une enquête à propos d'enquêtes, Paris, Gallimard, coll. « NRF essais », 2012
- Vers l'extrême. Extension des domaines de la droite, avec Arnaud Esquerre, Bellevaux, éd. Dehors, 2014
- Domination et émancipation. Pour un renouveau de la critique sociale, dialogue avec Nancy Fraser, présenté par Philippe Corcuff, Lyon, Presses Universitaires de Lyon, coll. « Grands débats : Mode d'emploi », 2014
- Enrichissement. Une critique de la marchandise, avec Arnaud Esquerre, Paris, Gallimard, coll. « NRF essais », 2017
- Qu’est-ce que l’actualité politique ?, avec Arnaud Esquerre, Paris, Gallimard, coll. « NRF essais », 2022

### Articles dans des revues scientifiques
- Les usages sociaux du corps, Annales ESC, 26/1, janvier-février 1971, p. 205-233[9]
- L'espace positionnel. Multiplicité des positions institutionnelles et habitus de classe, Revue française de Sociologie, XIV/1, janvier-mars 1973, p. 3-26[10]
- La constitution du champ de la bande dessinée, Actes de la Recherche en Sciences Sociales, n° 1, janvier 1975, p. 37-59[11]
- Le titre et le poste : rapports entre le système de production et le système de reproduction, avec Pierre Bourdieu, Actes de la Recherche en Sciences Sociales, n° 2, mars 1975, p. 95-107[12]
- Finding one's way in social space: a study based on games, avec Laurent Thévenot, Social Science Information, 22 (4-5), 1983, p. 631-680[13] ; traduction en français sous le titre Comment s'orienter dans le monde social, Sociologie, vol. 6, 2015/1, p. 5-30[14]
- La dénonciation, avec Yann Darré et Marie-Ange Schiltz, Actes de la Recherche en Sciences Sociales, n° 51, mars 1984, p. 3-40[15]
- Sociologie critique et sociologie de la critique, Politix, n° 10-11, 1990, p. 124-134[16]
- L'inquiétude sur ce qui est. Pratique, confirmation et critique comme modalité du traitement social de l'incertitude, Cahiers d'anthropologie sociale, 2009/1 (n° 5), p. 163-179[17]
- L’énigmatique réalité des prix, avec Arnaud Esquerre, Sociologie, Janvier 2016, vol. 7, p. 41-58[18]

### Articles dans d'autres revues
- Pourquoi ne se révolte-t-on pas ? Pourquoi se révolte-t-on ?, Contretemps, septembre 2013 [lire en ligne]
- La « collection », une forme neuve du capitalisme. La mise en valeur économique du passé et ses effets, avec Arnaud Esquerre, Les Temps Modernes, 3/2014 (n°679), p. 5-72

## Poésie - Littérature
- Poème, Paris, Éditions Arfuyen, 1993
- À l’instant, Paris, Éditions Melville/Léo Scheer, 2003
- Les Limbes (cantate), Paris, Éditions MF, 2006 avec les images de son frère Christian
- Déluge (Opéra parlé), Seyssel, France, Champ Vallon, 2009
- Lieder, Paris, Éditions MF, 2009
- 61 adresses 9 destinataires, Paris, Éditions MF, 2012

## Filmographie
- 2010 : Ulysse clandestin de Thomas Lacoste
- 2012 : Penser critique, kit de survie éthique et politique pour situations de crise(s) de Thomas Lacoste
- 2013 : Notre monde de Thomas Lacoste

## Prix
- prix Pétrarque de l'essai 2012 [19]

## Titre honorifique
- Docteur honoris causa de l'université de Liège (2017)[20]